# 銀河天文学
銀河天文学（ぎんがてんもんがく、英語：galactic astronomy）とは、我々の住む銀河系そのもの、もしくはそれに含まれるものや、銀河系の他の銀河について研究する学問である。
天体の形成、構造、構成、動態、相互作用などを研究する天体物理学と相互に深く関わっている。

## 経緯
星間ガスや宇宙塵などの影響で見えない部分はあるものの、我々の太陽系が属する銀河系は色々な方法で最も良く研究された銀河である。20世紀に発達した電波天文学、赤外線天文学などによって、ガスや塵に隠された銀河の地図が書けるようになってきた。